# 蒙特勒东拉贝索涅
蒙特勒东拉贝索涅（法語：Montredon-Labessonnié，法語發音：[mɔ̃tʁədɔ̃ labɛsɔnje]）是法国奥克西塔尼大区塔恩省的一个市镇，属于卡斯特尔区。

## 地理
蒙特勒东拉贝索涅（43°43'13"N, 2°19'35"E）面积110.88 平方千米，位于法国奧克西塔尼大區塔恩省，该省份为法国南部内陆省份，北起顺时针与阿韦龙省、埃罗省、奥德省、上加龙省和塔恩-加龙省接壤。
与蒙特勒东拉贝索涅接壤的市镇（或旧市镇、城区）包括：阿里法、拉克鲁泽特、蒙法、罗克库尔布、圣让德瓦勒、圣皮埃尔-德特里维西、瓦布尔、韦内斯、泰尔德邦卡列。

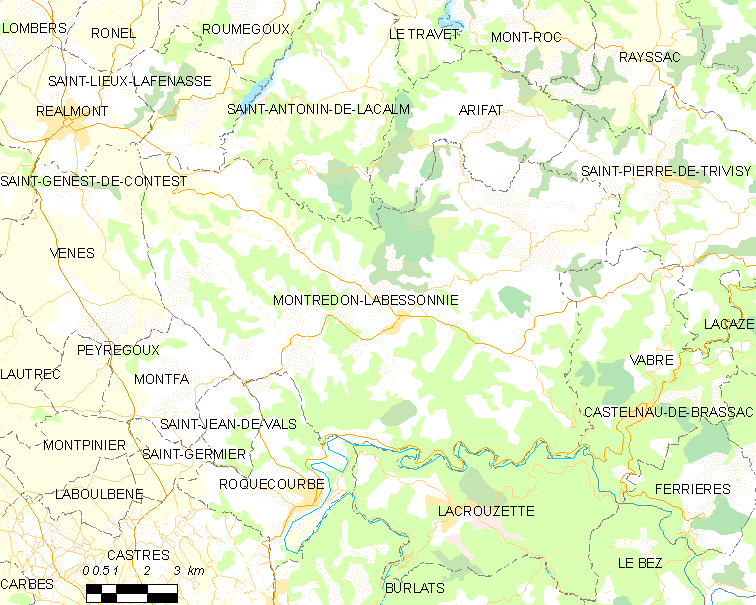
蒙特勒东拉贝索涅的OSM定位图

蒙特勒东拉贝索涅的时区为UTC+01:00、UTC+02:00（夏令时）。

## 行政
蒙特勒东拉贝索涅的邮政编码为81360，INSEE市镇编码为81182。

## 政治
蒙特勒东拉贝索涅所属的省级选区为上达杜县。

## 人口

1962-2008年间蒙特勒东拉贝索涅人口变化图示

蒙特勒东拉贝索涅于2022年1月1日时的人口数量为2080人。